# Diplacanthus
Il diplacanto (gen. Diplacanthus) è un pesce estinto, appartenente agli acantodi. Visse nel Devoniano medio-superiore (365-350 milioni di anni fa) e i suoi resti fossili sono stati ritrovati in Europa e in Nordamerica.

## Descrizione
Questo pesce, come tutti gli acantodi, era dotato di lunghe spine che sorreggevano le pinne. Diplacanthus, in particolare, possedeva due grandi spine poste di fronte alle pinne dorsali, mentre quelle che reggevano le altre pinne erano più piccole. Il corpo era piuttosto profondo rispetto a quello degli altri acantodi, e raggiungeva la lunghezza di alcune decine di centimetri.

## Classificazione
Il diplacanto (il cui nome significa “spine appaiate”) appartiene al gruppo di acantodi noti come climaziformi, il cui rappresentante più noto era Climatius. I climaziformi erano acantodi relativamente evoluti, ma ciononostante conservavano alcune caratteristiche primitive: Diplacanthus, ad esempio, possedeva pinne pettorali piuttosto rigide. Diplacanthus è stato ritrovato principalmente in giacimenti della Scozia e del Canada (nella formazione Escuminac). Tra le specie più note, da ricordare Diplacanthus horridus e D. striatus. 

## Stile di vita
Il diplacanto e i suoi parenti (come Rhadinacanthus e Culmacanthus) possedevano una piccola bocca priva di denti, e si suppone che si nutrissero di alghe o di detriti che trovavano sul fondale marino.